# Zionistenkongress

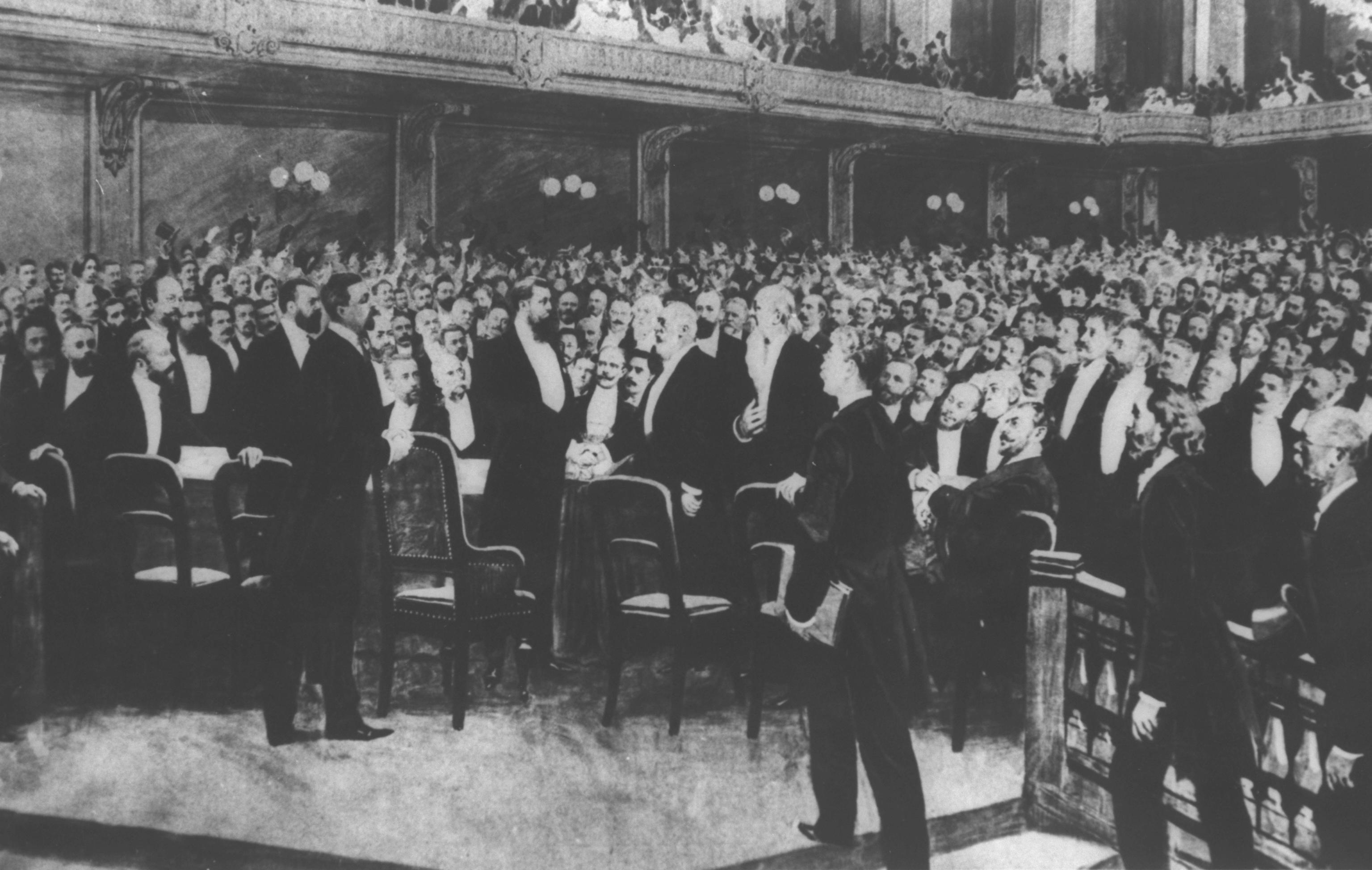
Teilnehmer des ersten Zionistenkongresses 1897 in Basel, Schweiz

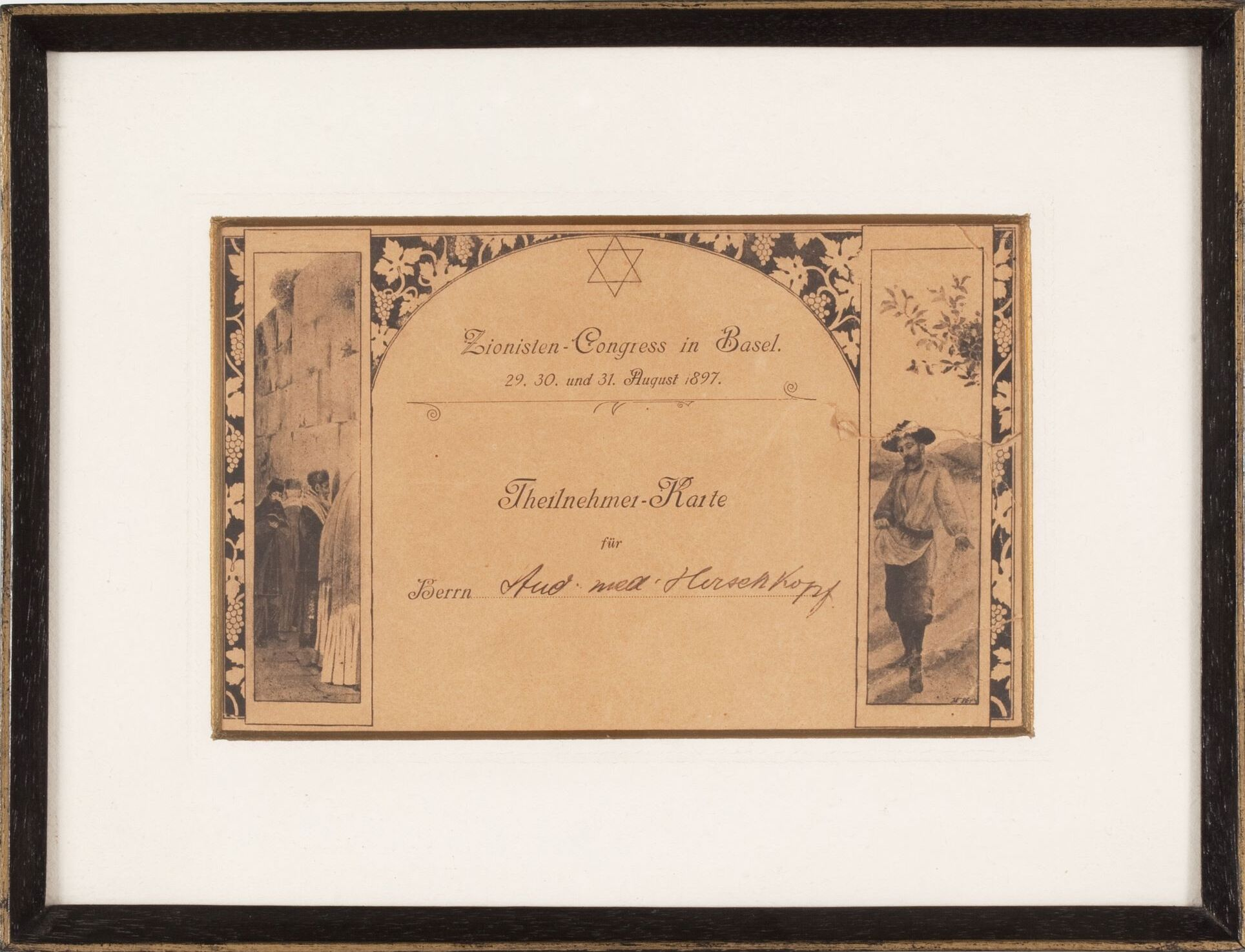
Teilnahmekarte für den ersten Zionistenkongress in Basel. Jüdisches Museum der Schweiz in Basel

Als Zionistenkongress oder Zionisten-Kongress (englisch Zionist Congress), seltener auch als Zionistischer Kongress oder Zionistischer Weltkongress, wird eine internationale Zusammenkunft von Vertretern und Anhängern des Zionismus bezeichnet. Der Kongress findet traditionell in Basel in der Schweiz statt, dem Ort des ersten derartigen Kongresses.
Solche Kongresse fanden seit Gründung der Zionistischen Weltorganisation (World Zionist Organisation, WZO) 1897 im Stadtcasino Basel bis 1901 jährlich, bis 1939 in der Regel alle zwei Jahre mit Delegierten aller zionistischen Teilorganisationen und Parteien statt. Während des Zweiten Weltkriegs konnten keine Kongresse abgehalten werden. Seit der Staatsgründung Israels wird nach Bedarf ein World Jewish Congress veranstaltet, zuletzt im Oktober 2020.

## Kongresse unter Theodor Herzl (1897–1903)

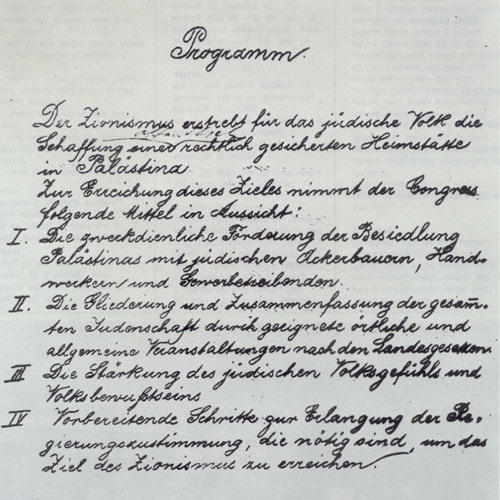
«Basler Programm» von 1897

Die ersten sechs Kongresse erfolgten unter dem Vorsitz Theodor Herzls, der 1904 starb.

Flagge des ersten Zionistenkongresses

Der erste Zionistenkongress sollte zunächst in München stattfinden. Dies scheiterte aber an der strikten Ablehnung des Allgemeinen deutschen Rabbinerverbandes und des Vorstandes der Israelitischen Kultusgemeinde Münchens. Als Alternative fand man Basel, wo der Kongress von David Farbstein organisiert wurde und vom 29. bis 31. August 1897 stattfand. Dort wurde das Basler Programm formuliert.

„Der Zionismus erstrebt die Schaffung einer öffentlich-rechtlich gesicherten Heimstätte in Palästina für diejenigen Juden, die sich nicht anderswo assimilieren können oder wollen.“

Um dieses Ziel zu erreichen, gründeten die 204 Abgesandten von jüdischen Gemeinden aus aller Welt die WZO und wählten den Tagungsleiter und Initiator Theodor Herzl zu deren erstem Präsidenten. Das Programm folgte Herzls politischer Vorstellung, den jüdischen Staat nicht durch ungesicherte Besiedlung Palästinas, sondern durch diplomatische Verträge mit den europäischen Grossmächten zu erreichen. Nach Abschluss des Kongresses schrieb Herzl am 3. September 1897 in sein Tagebuch:

„Fasse ich den Baseler Congress in ein Wort zusammen – das ich mich hüten werde öffentlich auszusprechen – so ist es dieses: in Basel habe ich den Judenstaat gegründet. Wenn ich das heute laut sagte, würde mir ein universelles Gelächter antworten. Vielleicht in fünf Jahren, jedenfalls in fünfzig wird es Jeder einsehen.“

Der zweite Kongress in Basel vom 28. bis 31. August 1898 mit schon erheblich gesteigerter Zahl an Delegierten (349) warb für die Anerkennung der WZO in den jüdischen Gemeinden (das von Herzl ausgegebene Motto hiess Eroberung der Gemeinden, d. h. die jüdischen Gemeinden sollten zionistisch gemacht und somit die bereits vorhandene jüdische Infrastruktur genutzt werden, eine Idee, die wohl zeitgleich in den Köpfen Herzls und Nordaus entstanden war) und initiierte die Gründung einer finanziellen Körperschaft zur Erschliessung Palästinas, die Jüdische Kolonialbank, die einige Monate später unter dem Namen Jewish Colonial Trust in London gegründet wurde (Tag der Registrierung: 22. März 1899 – zur Geschichte dieser Institution vgl. Bank Leumi). Das Aktionskomitee (d. h. sämtliche 23 ihm angehörende Mitglieder) wurde (auf Antrag Bodenheimers) zugleich als diejenige Korporation gewählt, die die Aufsicht über die Jüdische Kolonialbank ausüben sollte. Erstmals traten sozialistische Zionisten als eigene Gruppe in Erscheinung. Auf dem zweiten Kongress wurde auch die Kolonisationskommission gegründet. Ihr gehörten an: Moses Gaster, London; Murray Rosenberg, London; David Wolffe, Birmingham; Abraham Korkis, Lemberg; Johann Kremenezky, Wien; Alexander Marmorek, Paris; S. Barbasch, Odessa; Israel Isidor Jasinowsky, Warschau; Menachem Ussishkin, Ekaterinoslaw; Chaim Chissin, Bern; Samuel Pineles, Galatz; A. Lindenberg, Bukarest, und Bodenheimer in Köln.
Auf dem dritten Kongress in Basel vom 15. bis 18. August 1899 (Teilnahme von 153 Delegierten) berichtete Herzl über seine Treffen mit Kaiser Wilhelm II. in Konstantinopel und Jerusalem, die ohne praktische Folgen blieben, aber die zionistische Bewegung als jüdische Nationalbewegung öffentlich bekannter machten. Die politischen Bemühungen Herzls stiessen bei vielen Vertretern jüdischer Siedlervereine auf Unverständnis und Widerspruch: Sie stellten dagegen die Bedeutung einer «kulturellen» bzw. ethnischen Identität heraus. Man vereinbarte, dass der Jewish Colonial Trust sein Aufkommen nur in Palästina oder Syrien einsetzen sollte.
Der vierte Kongress fand vom Montag, 13. August, bis zum Donnerstag, 16. August 1900, in London statt, um die öffentliche Meinung in Grossbritannien für den Zionismus zu gewinnen. Zugleich flohen damals tausende Juden vor Pogromen aus Rumänien und machten so die Dringlichkeit einer zionistischen Verfassung deutlich, um die Ziele der WZO organisatorisch durchzusetzen. Die religiösen Zionisten unter Rabbiner Isaak Jakob Reines forderten eine klare Arbeitsteilung: Die WZO solle sich auf politische Angelegenheiten beschränken. Der Kongress war der bisher bestbesuchte und hatte 497 Delegierte. Herzl selbst äusserte sich nach dem Kongress so: «Der vierte Zionisten Congress ist zu Ende. Es war viel Lärm, Schweiss und Trommelschlag. ‹Gearbeitet› wurde natürlich nichts, u. dennoch war das Resultat vorzüglich. Wir haben vor der englischen Welt manifestiert und die Manifestation wurde bemerkt. Die englischen Blätter brachten im Ganzen u. Grossen solche Berichte, wie wir sie brauchen konnten u. können … » (Tagebücher, 20. August 1900). Erstmals wurde zum Abschluss des Kongresses die HaTikwa gesungen.
Auf dem fünften Kongress in Basel vom 26. bis 30. Dezember 1901 berichtete Herzl über sein Treffen mit dem türkischen Sultan Abdülhamid II. und die Erfolge des Jewish Colonial Trust. Die Vertreter der neu entstandenen Demokratischen Fraktion in der WZO, darunter Leo Motzkin, Martin Buber und Chaim Weizmann, forderten ein Programm für hebräische Kultur und mehr Demokratie in der Organisation. Der Jüdische Nationalfonds JNF/Keren Kajemeth wurde durch Hermann Schapira gegründet, um Mittel zum Landkauf in Palästina aufzubringen (Schapira hatte das bereits beim ersten Kongress 1897 vorgeschlagen). «Zum Zwecke der Schlichtung von Streitigkeiten zwischen Körperschaften unserer zionistischen Organisation» wurde ein Kongressgericht mit Sitz in Paris geschaffen. Man beschloss ausserdem, dass die folgenden Zionisten-Kongresse nur noch zweijährlich stattfinden sollten.
Der sechste Kongress in Basel vom 23. bis 28. August 1903, der letzte, an dem Herzl persönlich noch teilnehmen konnte, diskutierte dessen Vorschlag für eine Verfassung der WZO im Zeichen des vorherigen Pogroms von Kischinjow. Um dieser Bedrohung der russischen Juden zu begegnen, beriet Herzl auch das El Arisch-Projekt mit den britischen Diplomaten Joseph Chamberlain und Lord Lansdowne. Nachdem dieses scheiterte, boten die Briten Herzl eine autonome jüdische Ansiedlung in Ostafrika an: den irreführend so genannten Uganda-Plan. Obwohl Herzl betonte, dass Uganda Palästina als Heimstätte nicht ersetzen könne und solle, stiess er auf heftige Ablehnung. Die russischen Zionisten verliessen unter Protest den Kongress. Dennoch stimmte eine Mehrheit von 295 zu 178 Delegierten bei 98 Enthaltungen für die Entsendung eines Komitees nach Ostafrika, um jüdische Ansiedlungsmöglichkeiten dort zu prüfen. Franz Oppenheimer schlug kooperative Siedlungen in Palästina vor: Diese Idee führte einige Jahre darauf zur Gründung des ersten genossenschaftlichen Kibbuz in Palästina. 1904 starb Herzl mit 44 Jahren, ohne die Vollendung seiner Bemühungen noch miterleben zu können.

## Kongresse vor der Staatsgründung (1904–1948)

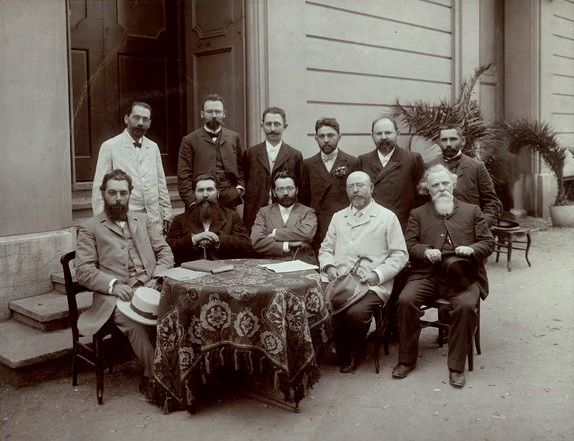
Russische Delegierte während des siebten Zionistenkongresses in Basel (1905)

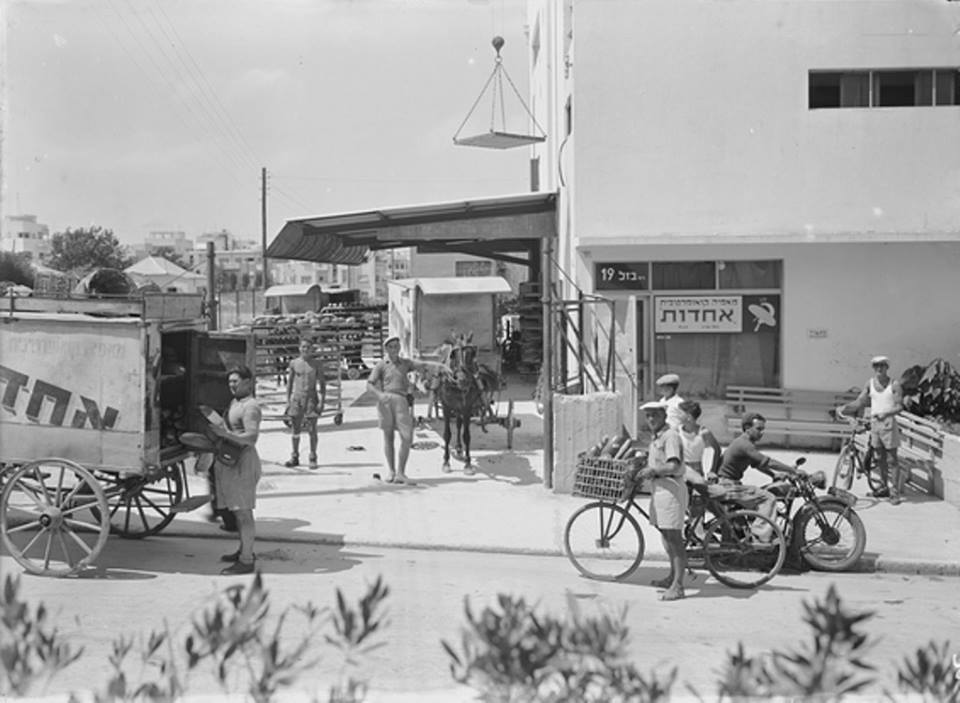
Die Baselstrasse in Tel Aviv (ca. 1939), die zu Ehren des ersten Austragungsortes des Kongresses von 1897 benannt wurde

Der siebte Kongress vom 27. Juli bis 2. August 1905 in Basel begann mit Max Nordaus (zugleich Vorsitzender des Kongresses) Nachruf auf Theodor Herzl. Die Ostafrika-Kommission berichtete von ihrer Reise und kam zu dem Ergebnis, dass Uganda als jüdisches Ansiedlungsziel ungeeignet sei. Andere Zwischenlösungen einer Ansiedlung ausserhalb Palästinas wurden erörtert, aber mehrheitlich abgelehnt. Daraufhin verliess eine Gruppe unter Israel Zangwill unter Protest den Kongress und gründete die Jüdische Territoriale Vereinigung. Gleichwohl verlagerte auch die WZO ihren Schwerpunkt nun und beschloss, landwirtschaftliche Siedlungen und industrielle Unternehmungen von Juden in Palästina organisatorisch und finanziell zu unterstützen. Nach Herzls Tod gab es in der Führerschaft der Bewegung ein Vakuum. Verschiedene Kandidaten waren als Nachfolger Herzls im Gespräch, und schliesslich erhielten beim siebten Kongress drei die Zustimmung: David Wolffsohn, Nordau und Otto Warburg. Auf dem Zionistenkongress im Jahr 1905 spaltete sich die Bewegung zwischen den Anhängern einer jüdischen Heimstatt in Palästina und der Aussicht, von den Briten in Uganda Land zugeteilt zu bekommen. Nachdem der Kongress den Uganda-Plan verworfen hatte, wurde in Basel unter Führung von Israel Zangwill die Jüdisch-Territorialistische Organisation (ITO) gegründet. Sie versuchte, passende Territorien für jüdische Siedlungen in Afrika, Asien und Australien ausfindig zu machen, hatte aber kaum Erfolg. Durch die Balfour-Deklaration und die erneute Stärkung des Zionismus verlor diese Bewegung ihren Einfluss und wurde 1925 aufgelöst (Auflösung der I.T.O. 1918). Andere territorialistische Versuche wurden in der Zwischenkriegszeit in der Sowjetunion unternommen. In der südlichen Ukraine und auf der nördlichen Krim wurden in den 1920er Jahren vier nationale Distrikte eingerichtet, die nach dem deutschen Überfall auf die Sowjetunion ausgelöscht wurden. Ein anderes Gebiet war Birobidschan, wo 1934 das Jüdische Autonome Gebiet ausgerufen wurde. Auch dieses Unternehmen war ein Fehlschlag. 1935 wurde in London die «Freiland Liga» gegründet, die erfolglos versuchte, eine jüdische Autonomie in einem spärlich besiedelten Gebiet Ecuadors, Australiens oder Surinams zu errichten. – Der siebte Kongress nahm den Vorschlag Otto Warburgs unter allgemeinem Beifall an, ein Gelände mit künstlich angelegten Olivenbäumen in Palästina Herzl-Wald zu nennen.
Der achte Kongress unter Vorsitz von David Wolffsohn fand vom 14. bis 21. August 1907 in Den Haag parallel zur Zweiten Internationalen Friedenskonferenz statt, um diese positiv zu beeinflussen. David Wolffsohn wurde zum Präsidenten der Zionistischen Weltorganisation gewählt, da Max Nordau den Vorsitz überraschend abgelehnt hatte. In der Folge wurde das Exekutivbüro von Wien nach Köln verlegt. Beim achten Kongress diskutierten wiederum praktische und politische Zionisten ihre gegensätzlichen Prioritäten: Herzls Anhänger forderten eine Verfassung, der die praktische Arbeit in Palästina folgen solle; ihre Gegner argumentierten, ohne bestehende jüdische Ansiedlung würden die Grossmächte eine solche Verfassung nicht bestätigen. Vor allem Chaim Weizmann befürwortete ein Zusammengehen beider Richtungen («synthetischer Zionismus»). Dazu gründete der Kongress eine palästinensische Zweigstelle der WZO, die die Siedlungsarbeit vor Ort koordinieren sollte. Auf dem achten Kongress wurde die Nationalbibliothek gegründet und die Errichtung des Palästinaamtes in Jaffa beschlossen. Der englische Philanthrop Jacob Moser verpflichtete sich auf dem Kongress zu einer Spende in Höhe von 90 000 Mark für den Ausbau des Herzlija-Gymnasiums (Jaffa) und als Unterstützung für die Bezalel-Kunstakademie.
Der neunte Kongress in Hamburg vom 26. bis 31. Dezember 1909 folgte einem Aufstand der «Jungtürken» gegen das Osmanische Reich, den Max Nordau und David Wolffsohn als Hoffnung auch für einen Judenstaat in Palästina beurteilten. Doch Nachum Sokolow warf ihnen, Menachem Ussishkin und Chaim Weizmann vor, nur wirtschaftlich gewinnträchtige Projekte zu fördern. Der Kongress beschloss die Förderung genossenschaftlicher Siedlungen in Palästina gemäss der Anregung Oppenheimers.
Der zehnte Kongress wurde in Basel vom 9. bis 15. August 1911 abgehalten. Bei der Eröffnung des Kongresses sprach David Wolffsohn die ersten:S. 7  und letzten:S. 16  Worte seiner Ansprache in hebräischer Sprache. Auf diesem sogenannten Friedenskongress konnten sich praktische und politische Zionisten auf ein gemeinsames Vorgehen einigen und ihren Konflikt für die folgenden Jahrzehnte beilegen. Schlomo Kaplansky warf die Beziehungen zwischen Zionisten und Arabern zum Diskussionsthema auf. Der Deutsche Otto Warburg, ein praktischer Zionist, wurde zum Nachfolger David Wolffsohns als Präsident der WZO gewählt.
Der elfte Kongress, der in Wien vom 2. bis 9. September 1913 unter Vorsitz Wolffsohns stattfand, befasste sich mit den Ansiedlungen in Palästina und ihrer Unterstützung durch das WZO-Büro in Jaffa. Max Nordau nahm aus Protest gegen die Abweichung von Herzls Konzept nicht teil. Weizmann und Ussishkin erreichten die Zustimmung, die Hebräische Universität in Jerusalem zu gründen, die 1925 eröffnet werden konnte. Zeitgleich fand eine Konferenz der sefardischen Juden in Wien statt, angeregt vom akademischen Verein «Esperanza», an der neunzig Sefardim, u. a. alle spaniolischen Kongressdelegierten, teilnahmen sowie vom Engeren Actionscomité Sokolow und Jacobson; Thema war die jüngste Balkanpolitik und die Auswirkungen auf die sefardische Judenheit sowie die Sprachenfrage bzw. der Versuch der Klärung des Status des Spaniolischen (Übernahme des Hebräischen ja oder nein?). Nathan Birnbaum hält eine flammende Rede für die Beibehaltung des Spaniolischen (später von Niemirower kritisiert, der für das Hebräische plädiert; Replik von Birnbaum in der Freistatt I., 10. Januar 1914: «Jabnehistisches Alljudentum»).
Seit 1921 existierten auch parteiähnliche Organisationen, deren Delegierte sich auf den Kongressen in parlamentarischen Fraktionen organisierten. Die Redner sprachen in der ihnen genehmen Sprache, die jeweils im Wortprotokoll des Kongresses angegeben ist. Die häufigsten sind Deutsch, Englisch, Jiddisch und zunehmend auch Hebräisch.
12. Zionistenkongress vom 1. bis 14. September 1921 in Karlsbad unter Vorsitz Nachum Sokolows. Ratifizierung der zionistischen Mandatspolitik. Aufstellung eines grosszügigen Kolonisationsprogramms. Teilnahme u. a. von Martin Buber. Buber zieht sich dann aus der aktiven Parteiarbeit zurück.
13. Zionistenkongress vom 6. bis 18. August 1923 in Karlsbad unter Vorsitz Sokolows. Debatte zur Erweiterung der Jewish Agency.
14. Zionistenkongress vom 18. bis 31. August 1925 in Wien unter Vorsitz Sokolows. 261 Delegierte. Die Erweiterung der Jewish Agency wird beschlossen.
15. Zionistenkongress vom 30. August bis 11. September 1927 in Basel unter Vorsitz Sokolows. 281 Delegierte. Jubiläumskongress (30 Jahre Kongresszionismus). Ein Konsolidierungsprogramm wird aufgelegt. U. a. Henrietta Szold wird zum Mitglied der Zionistischen Exekutive in Jerusalem berufen. Die Zionisten-Revisionisten (Jabotinsky) erringen neun Mandate.
16. Zionistenkongress vom 28. Juli bis 14. August 1929 in Zürich. Bildung der erweiterten Jewish Agency for Palestine, in der Zionisten und nichtzionistische Freunde des Palästina-Aufbaus (u. a. Frankel, Marshall, O. Wassermann) mit je 50 % vertreten sind. Jabotinsky dringt mit seiner eine Verschärfung der Gangart gegenüber den Briten fordernden und mit der Abspaltung der Zionisten-Revisionisten drohenden Resolution nicht durch, zerreisst seine Mitgliedskarte und verlässt den Saal, wobei er ausruft «Das ist kein Zionistischer Kongress!»
17. Zionisten-Kongress vom 30. Juni bis 17. Juli 1931 in Basel. Sokolow wird Nachfolger Weizmanns, der wegen des Passfield-Weissbuchs zurückgetreten war.
18. Zionistenkongress vom 21. August bis 4. September 1933 in Prag. Auf dem 18. Zionistischen Kongress erklärte der Schriftsteller Schalom Asch, das Ha’avara-Abkommen mit Hitler sei «ein Verrat am Weltjudentum» (am 5. November 1933 wurde die «Trust and Transfer Office Ha’avara Ltd.» eingetragen, quasi als privates Unternehmen; die Zionistische Weltorganisation billigte dann auf ihrer Konferenz am 20. August 1935 in Luzern mit Mehrheit den Ha’avara-Abschluss und nahm sogar deren ganze Tätigkeit in eigene Regie).
19. Zionistenkongress vom 20. August bis 6. September 1935 in Luzern. Anwesend unter vielen anderen: Sammy Gronemann, David Ben-Gurion, Rabbiner Meir Bar-Ilan, James McDonald, Arthur Ruppin, Nachum Sokolow, Avraham Menachem Ussishkin, Chaim Weizmann, Rabbiner Steven Wise sowie Fritz Rosenthal, anwesend als Berichterstatter für Nathan Birnbaums Zeitschrift Der Ruf. Chaim Weizmann wird auf dem Kongress als Präsident der Zionistischen Organisation und der Agency wiedergewählt. Die Revisionisten hatten ihre Teilnahme abgesagt (trennten sich 1935 von der zionistischen Weltbewegung aus Protest gegen ihren angeblich zu weichen Kurs, traten ihr aber 1946 wieder bei). Der nach Palästina ausgewanderte Regisseur Ben-Zion Fett drehte damals den ersten Film eines Zionistenkongresses.
20. Zionistenkongress vom 3. bis 17. August 1937 in Zürich. U. a. Beschluss, mit der britischen Regierung Verhandlungen über die Modalitäten der Aufteilung des Landes gemäss den Vorschlägen der Peel-Kommission aufzunehmen.
21. Zionistenkongress im August 1939 in Genf.
Biltmore-Konferenz in New York City im Biltmore-Hotel. Vom 9. bis 11. Mai 1942. Ein ausserordentlicher Zionistenkongress, da in diesem Jahr aufgrund der Kriegsereignisse kein Zionistenkongress stattfinden konnte. Die ca. 600 Delegierten kamen aus allen amerikanischen und kanadischen Zionistischen Organisationen und – so gut es ging – aus Europa und Palästina. Hauptsächlich ging es dabei um die Forderung nach einer Öffnung Palästinas für die Flüchtlinge aus dem von den Nationalsozialisten besetzten Europa. Die Konferenz fand unter der Leitung von Ben-Gurion (Vorsitzender der Exekutive der Jewish Agency) statt (auch Chaim Weizmann, der Präsident der WZO, war anwesend) und stellte fest, dass das von Grossbritannien kontrollierte Palästina jüdischer Besitz werden sollte (ohne allerdings seine Grenzen festzulegen), und forderte die Ablösung der britischen Mandatsregierung durch die Jewish Agency. Dies alarmierte einige amerikanische liberale Juden, die Ende 1942 eine antizionistische Organisation namens «The American Council for Judaism» gründeten. Die Briten blieben bei ihrer ablehnenden Politik. Lediglich Rommel konnte vor El Alamein gestoppt werden, bevor er jüdische Siedlungen erreichte. Das Biltmore-Programm wurde nicht nur von zionistischen, sondern von allen jüdischen Organisationen Amerikas angenommen, es bildete die Basis für den politischen Kampf der Zionistischen Bewegung von 1943 bis zur Staatsgründung 1948.
22. Zionistenkongress in Basel im Dezember 1946. Am ersten Kongress nach dem Zweiten Weltkrieg nahmen bekannte Akteure der späteren Jahrzehnte teil wie David Ben-Gurion, Golda Meir und der junge Shimon Peres. Das polnische Judentum fehlte zum grössten Teil, und auch das deutsche und jenes Zentral- und Osteuropas war so gut wie abwesend.

## Kongresse seit Israels Staatsgründung (seit 1948)
23. Kongress (14.–30. August 1951): Der erste Kongress, der nach der Staatsgründung in Jerusalem stattfand. Mit Gründung des Staates Israel war das Hauptziel der Zionistischen Weltorganisation (WZO) erreicht, deren Auflösung dann erwogen wurde. Insbesondere Ministerpräsident David Ben-Gurion sprach sich dafür aus. Diese Ansicht wurde aber nicht allgemein geteilt. Deshalb formulierte der 23. Zionistische Kongress als neue Aufgaben des Zionismus:

„den Staat Israel zu stärken, die Zerstreuten im Land Israel zu sammeln und die Einheit des jüdischen Volkes zu gewährleisten.“

Im folgenden Jahr garantierte die Knesset der WZO durch ein Gesetz ihren speziellen Status und erkannte WZO und Jewish Agency als die «Institutionen, die autorisiert sind, im Staat Israel weiterhin für die Entwicklung und Besiedlung des Landes, die Aufnahme der Einwanderer und die Koordination der Aktivitäten jüdischer Organisationen auf diesem Gebiet in Israel tätig zu sein», an.
24. Zionistenkongress: 24. April bis 7. Mai 1956 in Jerusalem
25. Zionistenkongress: 27. Dezember 1960 bis 11. Januar 1961 in Jerusalem
26. Zionistenkongress: 30. Dezember 1964 bis 11. Januar 1965 in Jerusalem
27. Zionistenkongress: 9.–19. Juni 1968 in Jerusalem
28. Zionistenkongress: 18.–28. Juni 1972
29. Zionistenkongress: 20.–28. Februar 1978
31. Zionistenkongress: 1987
32. Zionistenkongress: 1992
35. Zionistenkongress: Juni 2006
36. Zionistenkongress: 2010
37. Zionistenkongress: 20.–22. Oktober 2015
38. Zionistenkongress: 20.–22. Oktober 2020
Zionistenkongress-Jubiläum: 28.–31. August 2022 in Basel (Jubiläum 125 Jahre)